# WCT Spring Finals 1983
Il WCT Spring Finals 1983 è stato un torneo di tennis giocato sulla terra rossa. È stata la 2ª edizione del torneo, che fa parte del World Championship Tennis 1983. Il torneo si è giocato a Hilton Head negli Stati Uniti dal 12 al 17 aprile 1983.

## Campioni

### Singolare maschile
Ivan Lendl ha battuto in finale  Guillermo Vilas con il punteggio di 6–2 6–1 6–0